# Ixodes prokopjevi
Ixodes prokopjevi este o specie de căpușe din genul Ixodes, familia Ixodidae, descrisă de Emel'yanova în anul 1979. Conform Catalogue of Life specia Ixodes prokopjevi nu are subspecii cunoscute.